# Fray Jerónimo
Fray Jerónimo és una sarsuela en 3 actes, amb llibret de Víctor Mora i Alzinelles i música de Rafael Martínez Valls i Isidre Roselló, estrenada al Teatre Nou (Avinguda del Paral·lel), el 16 de febrer de 1935. A l'estrena, encapçalaven el repartiment Marcos Redondo i Vicente Simón.